# Cypridina
Cypridina és un gènere de crustacis ostracodes.

## Taxonomia
Segons:ITIS:
- Cypridina americana
- Cypridina megalops G. O. Sars, 1872

### Llista completa
Amb també espècies sinònimes, obsoletes o desplaçades.
- Cypridina dorsocurvata
- Cypridina inermis
- Cypridina mariea (obsolète)
- Cypridina mediterrianea Claus
- Cypridina megalops G. O. Sars, 1872
- Cypridina nex Kornicker, 1992
- Cypridina noctiluca
- Cypridina norvegica Baird, 1860 — Vargula norvegica (Baird, 1860)
- Cypridina hilgendorfii — Vargula hilgendorfii
- Cypridina segrex Kornicker, 1992
- Cypridina serrata
- Cypridina sinuosa (Müller, 1906)
- Cypridina squamosa Mueller, 1894 — Skogsbergia squamosa (Mueller, 1894)